# Jacob Matlala
Jacob „Baby Jake” Matlala (ur. 1 sierpnia 1962 w Soweto, zm. 7 grudnia 2013 w Johannesburgu) – południowoafrykański bokser, mistrz świata w wadze muszej.
Miał 1,47 metra wzrostu. Pierwszy tytuł mistrzowski wywalczył w 1993 r., w wadze muszej federacji WBO, później będąc także mistrzem świata w kategorii junior muszej tej samej federacji. Był najniższym w historii bokserskim mistrz świata. Wśród jego kibiców był między innymi Nelson Mandela, pierwszy czarnoskóry prezydent Republiki Południowej Afryki, któremu Matlala sprezentował jeden ze swoich pasów mistrzowskich. Ostatnią walkę stoczył w 2002 r.